# Polyphia
Polyphia — преимущественно инструментальная прогрессив-рок-группа из Плейно (Техас), сформированная в 2011 году. Считается одной из выдающихся гитарных групп 2010-х.

## История

### Ранний этап (2011 – 2016)
Группа, изначально состоявшая из гитаристов Тима Хенсона и Скотта ЛеПейджа, басиста Клея Гобер и барабанщика Брендона Бёркхолтера, была создана в Плейно (Техас) в 2011 году. После создания мини альбомов Resurrect (2011) и Inspire (2013) группа выпустила свой первый полноценный альбом Muse (2014), создание которого было профинансировано фанатами через интернет. После успеха альбома (#76 в Billboard 200) Equal Vision подписали группу на свой лейбл и перевыпустили Muse в 2015 году.
В 2016 году группа выпустила свой второй студийный альбом Renaissance, отличающийся от своего предшественника влиянием R&B, хип-хопа и поп-музыки. После выхода альбома группу покинул их первый барабанщик Брендон Бёркхолтер, на замену которому пришёл Клей Эшлиман.

### Современное звучание (2017 – наше время)
С выходом мини-альбома The Most Hated в 2017 году группа ещё сильнее отдалилась от метала, включив в свою музыку элементы джаза, трэпа и хип-хопа.
New Levels, New Devils, третий студийный альбом, вышел в 2018 году и познакомил широкую публику с деятельностью группы (#61 в Billboard 200).

## Музыкальный стиль
В музыке группы можно найти много заимствований из современных жанров. Тим и Скотт заявляли, что испытывали влияние таких гитаристов, как Джими Хендрикс, Гатри Гован и Стиви Рэй Вон. Своими любимыми музыкальными альбомами Клей Гобер называет Back in Black (1980), Nothing Was the same (2013), Lightning at the Door (2013), Cowboys from Hell (1990) и Facelift (1990).

## Состав

### Текущий состав
- Тим Хенсон — гитара (2011 — наше время)
- Скотт ЛеПейдж — гитара (2011 — наше время)
- Клей Гобер — бас-гитара (2012 — наше время)
- Клей Эшлиман — ударные (2016 — наше время)

### Бывшие участники
- Брендон Бёркхолтер — ударные (2011—2014; 2015—2016), вокал (2011)
- Рэнди Мет — ударные (2014—2015)
- Лэйн Даскин — вокал (2011—2012)

## Дискография

### Студийные альбомы
- Muse (2014, ре-релиз 2015)
- Renaissance (2016)
- New Levels New Devils (2018)
- Remember That You Will Die (2022)

### Мини-альбомы
- Resurrect (2011)
- Inspire (2013)
- The Most Hated (2017)

### Синглы
- «Envision» (feat. Rick Graham) (2013)
- «LIT» (2017)
- «G.O.A.T» (2018)
- «O.D.» (2018)
- «YAS» (feat. Mario Camarena and Erick Hansel) (2018)
- «Look but Don’t Touch» (feat. Lewis Grant) (2019)
- «Inferno» (2019)
- «Brand New Day» (feat. Babymetal) (2019)
- «Playing God» (2022)
- «Neurotica» (2022)
- «ABC» (feat. Sophia Black) (2022)
- «Ego Death» (feat. Steve Vai) (2022)[6]

### Совместные песни с другими музыкантами
- «Fuck Around and Find Out» (feat. $not) (2022)
- «Chimera» (feat. Lil West) (2022)
- «Memento Mori» (feat. Killstation) (2022)
- «Genesis» (feat. Brasstracks) (2022)
- «Bloodbath» (feat. Chino Moreno) (2022)
- «The Audacity» (feat. Anomalie) (2022)
- «Rich Kids» (feat. Yvette Young) (2018)
- «ABC» (feat. Sophia Black) (2022)
- «YAS» (feat. Mario Camarena and Erick Hansel) (2018)
- «Ego Death» (feat. Steve Vai) (2022)[6]
- «Look But Don't Touch» (feat. Lewis Grant) (2019)
- «Brand New Day» (feat. Babymetal) (2019)
- «Envision» (feat. Rick Graham) (2013)